# 25 (album av Adele)
25 är det tredje studioalbumet av den brittiska sångerskan Adele. Albumet släpptes den 20 november 2015 genom skivbolaget XL Recordings. Precis som de två första albumen 19 och 21, är det uppkallat efter sångarens ålder när hon började arbeta med albumet. Albumet benämns som en återspegling av hennes liv och sinnesstämning vid 25-årsåldern. Albumens lyriska innehåll innehåller teman för sångaren som längtar efter sitt gamla jag sin vemod om tiden och moderskapet. Albumet innehåller elva låtar, alla som Adele var med som författare. Hon har bland annat arbetat med Bruno Mars, Ryan Tedder, Max Martin, Paul Epworth och Shellback.
När albumet släpptes fick det positiva recensioner som hyllade Adeles sångframträdande och albumets produktion. Det blev en massiv kommersiell succé, debuterade som nummer ett i trettiotvå länder och slog rekordet för bästsäljande kopior under den första veckan i flera länder, inklusive Storbritannien och USA. I USA sålde albumet över 3,38 miljoner exemplar en första veckan, vilket gjorde albumet bästsäljande på en enda vecka. Hon blev den första i världshistorien att sälja över tre miljoner album på en vecka. 25 hamnade som det mest sålda albumet 2015 med 18,4 miljoner exemplar sålda under året. Det fick en diamantcertifiering i USA samt 12x platina i Storbritannien och multi-platina i Sverige.
Första singeln "Hello" släpptes 23 oktober 2015 och blev en jättesuccé. Singeln toppade listorna i rekordstora 36 länder, inklusive Sverige, Storbritannien och USA. Ytterligare tre singlar släpptes, topp 10 hitsen "When We Were Young", "Send My Love (To Your New Lover)" samt "Water Under The Bridge". 
Albumet krediteras för att ha påverkat musikindustrin genom att uppmuntra intresset för att köpa fysiska utgåvor snarare än att streama. 25 vann Brit pris 2016 för årets brittiska album och Grammy pris 2017 för årets album. För att marknadsföra albumet inledde Adele sin tredje världskonsertturné, Adele Live 2016 och 2017.

## Tema och produktion
Efter släppet och succé hon upplevde med det andra studioalbumet, 21 (2011), övervägde hon att lämna musik. Men hon bestämde sig för att ta en paus istället och uppfostra sitt barn. 2013 fick Adele ett genombrott med låten "Hello", och musikmaterialet som följde resulterade i albumet 25.
Albumet fick titeln som en reflektion över det liv och tänkande hon hade när hon var 25 år gammal. Till skillnad från tidigare verk använder 25 flera elektroniska element och rytmmönster, förutom att blanda element från R&B musik på 1980 -talet och orgelmusik.

## Låtlista
1. "Hello" - 4:55
2. "Send My Love (To Your New Lover)" - 3:43
3. "I Miss You" - 5:48
4. "When We Were Young" - 4:51
5. "Remedy" - 4:05
6. "Water Under the Bridge" - 4:00
7. "River Lea" - 3:45
8. "Love in the Dark" - 4:46
9. "Million Years Ago" - 3:47
10. "All I Ask" - 4:32
11. "Sweetest Devotion" - 4:12